# イオンタウン東習志野
イオンタウン東習志野（イオンタウンひがしならしの）は、千葉県習志野市に位置するショッピングセンターである。

## 概要
日立産機システム習志野事業所が所有していたグラウンド跡地に、2004年11月19日 「イオン東習志野ショッピングセンター」として、開業。
2011年11月21日 イオンリテールの事業がイオンタウンに移管したことに伴って「イオンタウン+「地名」に改称されることになり、「イオンタウン東習志野」になっている。
隣接する「ロイヤルホームセンター習志野」とは北側の出入口を通じて、行き来することができる。

## 沿革
- 2004年（平成16年）
  - 11月19日 - イオン東習志野ショッピングセンターとして開業[1]。
- 2011年（平成23年）
  - 11月21日 - イオンタウンに移管したことに伴って「イオンタウン+「地名」に改称[2]。
- 2021年（令和3年）
  - 7月24日 - マックスバリュが「買物体験型スーパーマーケット2号店」と称して新装開店[1]。
- 2025年（令和7年） - リニューアル予定[3]

## テナント

### 過去の主なテナント
- 三洋堂書店 （2019年11月17日閉店[4]）

## 交通
- 実籾駅より徒歩20分
- 京成バス
  - 実籾線八千41（八千代台駅西口 - 実籾駅）工業団地入口 下車徒歩1分
  - 大久保線津21（八千代台駅西口 - 津田沼駅北口） 工業団地中央 下車徒歩3分
- 武石インターチェンジ